# Mercurius (planeet)

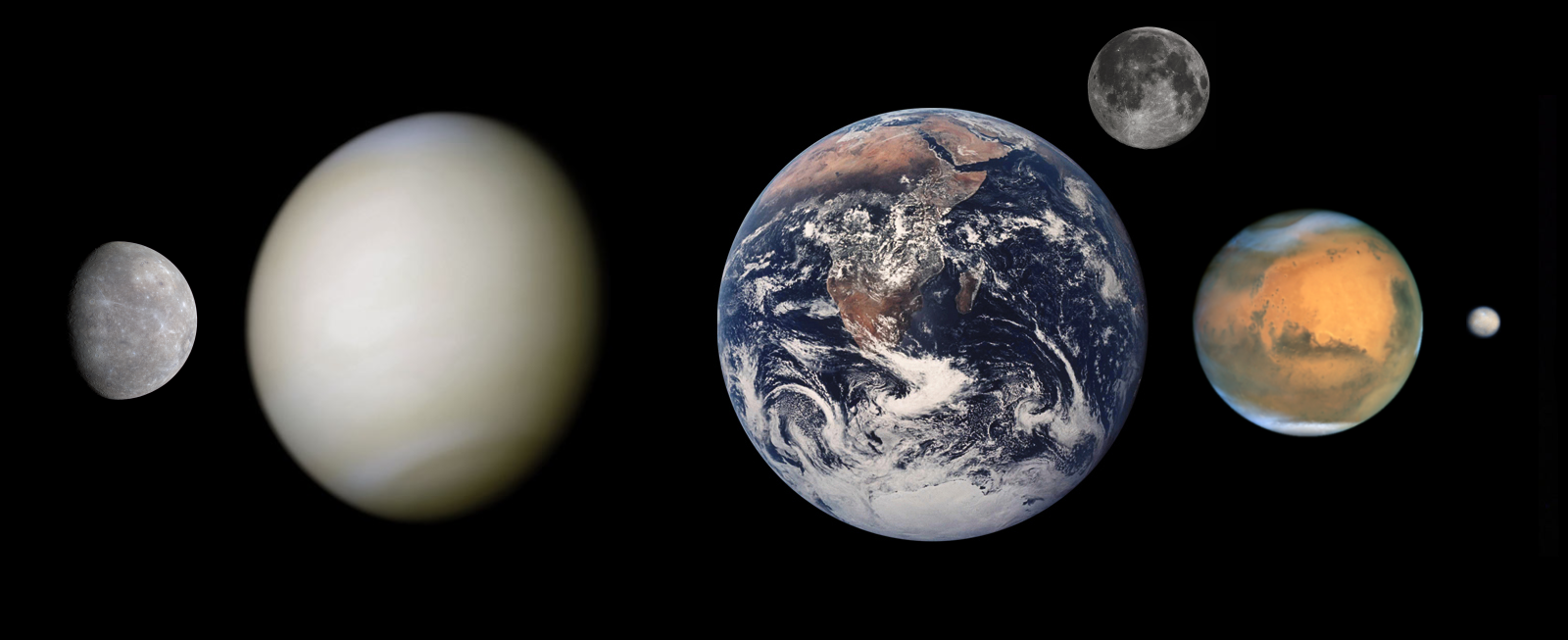
Terrestrische planeten op dezelfde schaal: Mercurius, Venus, Aarde (met de Maan), Mars en Ceres

Mercurius is de planeet in het zonnestelsel met de kleinste en snelste baan om de zon. Hij is de kleinste van de acht planeten, nauwelijks groter dan de Maan. Hij is net als de Aarde een terrestrische planeet, met een vast oppervlak dat lijkt op de Maan. Opmerkelijk is dat deze kleine planeet een sterk magnetisch veld vertoont. Manen heeft Mercurius niet.
Omdat hij zichtbaar is met het blote oog wisten de Assyriërs en voorheen de Sumeriërs al van zijn snelle omloop en associeerden ze hem met een snelle god. In de Romeinse mythologie gold dit ook en werd hij verbonden met de god Mercurius.

## Karakteristieken

### Zichtbaarheid
Als binnenplaneet staat Mercurius vanaf de Aarde gezien altijd dicht bij de zon, waar hij in de schemering met het blote oog te zien is. Hij valt echter veel minder op dan de heldere binnenplaneet Venus en als de lucht niet volkomen helder is, valt hij vaak weg door het directe zonlicht.

### Baan
Van alle planeetbanen in het zonnestelsel is die van Mercurius het meest excentrisch (e = 0,21). De afstand tot de zon schommelt zo tussen 46 en 70 miljoen kilometer. Als gevolg van spin-baanresonantie is er een simpele verhouding tussen de omlooptijd en de aswenteling: 3:2. Deze verhouding blijft stabiel door de excentriciteit van de baan: tijdens het perihelium staat de zon vrijwel stil aan de Mercuriushemel. Dan is ook de getijdenwerking van de zon het sterkst. Vroeger dacht men dat de planeet steeds dezelfde zijde naar de zon keerde, dus dat de omlooptijd gelijk was aan de aswenteling, zoals bij de Maan.
Hoewel de banen van Mars en Venus dichter bij die van de Aarde liggen, staat Mercurius bijna de helft van de tijd dichter bij de Aarde: 46%. Venus en Mars staan gedurende 36 en 18% van de tijd het dichtstbij. Mercurius is zelfs voor alle planeten het langst de meest nabije soortgenoot. Dit is te begrijpen met een gedachte-experiment: In het hypothetische geval dat de planeten in een rechte lijn aan een kant van de zon staan en de aarde aan de andere kant, is Mercurius het dichtstbij doordat hij de kleinste baan om de zon heeft. De zon staat per definitie op 1 astronomische eenheid (AE) van de aarde, voor Venus is dat gemiddeld 0,7 AE en voor Mercurius 0,39 AE.
Het baanvlak van Mercurius helt 7° ten opzichte van het baanvlak van de Aarde. Ten opzichte van een loodlijn op het baanvlak heeft de as van Mercurius maar een hoek van 0,027°, de kleinste hoek van alle planeten. Een waarnemer op een van Mercurius' polen zal daardoor nooit de volledige zon zien: het midden van de zon komt nooit meer dan 2,1 boogminuten boven de horizon.
Door de langgerekte baan van Mercurius om de zon varieert de omloopsnelheid enorm. Rondom het perihelium is de snelheid van Mercurius in zijn baan om de zon hoger dan de rotatiesnelheid om de eigen as. Een waarnemer op de planeet kan de zon dan in schijnbare lussen zien bewegen.

### Periheliumprecessie

Periheliumprecessie

In de 19de eeuw merkte Urbain Le Verrier al op dat de baan van Mercurius geen ellips was, zoals de wetten van Kepler voorschrijven vanuit de wetten van Newton, maar dat de baan een rozet beschrijft. De ellipsvorm is namelijk in beweging en draait rond de zon; het perihelium ondergaat een precessie van 574 boogseconden per eeuw.
Uitgaande van de wetten van Newton was dit slechts voor 92,5% te verklaren door de zwaartekracht van de andere planeten. Men vermoedde dat de overige 7,5% (43 boogseconden) te wijten zou zijn aan een planetoïdengordel tussen Mercurius en de zon of een onbekende planeet. Men zocht vergeefs naar deze planeet, die al Vulcanus gedoopt was. Uiteindelijk leverde Albert Einstein in 1915 met zijn algemene relativiteitstheorie de verklaring: door de massa van de zon is de ruimtetijd namelijk ‘gekromd’, zodat de straal van een cirkel rondom de zon groter is dan de omtrek gedeeld door 2π. Dit verschijnsel van periheliumverschuiving door de ruimtetijdskromming komt ook bij andere planeten voor, maar in mindere mate; voor de Aarde is het bijvoorbeeld 3,84" per eeuw.

### Temperatuur en zonlicht
De dagtemperatuur is minder hoog dan op Venus, maar Mercurius kent enorme temperatuurverschillen: overdag zo'n 700 K (427 °C), 's nachts 100 K (−170 °C). Door de lange rotatietijd krijgt de dagzijde veel tijd om op te warmen en de nachtzijde om af te koelen. Een aswenteling duurt ruim 58 aardse dagen (twee derde van de omlooptijd). In combinatie met de omloop om de zon in 88 dagen duurt één dag op Mercurius ruim 176 aardse dagen. De hoogte van de maximumtemperatuur komt door de relatief korte afstand tot de zon, terwijl het (vrijwel) ontbreken van een atmosfeer de grote verschillen tussen dag en nacht verklaart. Het zonlicht op Mercurius' oppervlak is ongeveer negen keer zo intens als op de Aarde, omdat Mercurius drie keer zo dicht bij de zon staat.

### Atmosfeer
De atmosfeer van Mercurius is erg ijl, 10−12 bar, eigenlijk niet meer dan een exosfeer. Deze bestaat voornamelijk uit sporen van zuurstof, natrium en waterstof die snel in de ruimte ontsnappen. De verblijftijd van een natriumatoom in de atmosfeer bedraagt slechts drie uur. Het verlies wordt continu gecompenseerd door de zonnewind die wordt ingevangen in het magnetisch veld en door damp die vrijkomt bij inslaande meteorieten. Door de ijle atmosfeer is de hemel zowel 's nachts als overdag zwart. Doordat Mercurius drie keer zo dicht bij de zon staat als de Aarde, verschijnt de zon er ongeveer 2,5 maal zo groot aan de hemel. De best zichtbare planeet vanaf Mercurius is Venus, met een magnitude van ongeveer −6,6. De Aarde en de maan zijn er ook prominent aanwezig met magnitudes van −5,2 en −1,2.

### Kern en magnetosfeer
Mercurius heeft een relatief sterk magnetisch veld, een honderdste van de veldsterkte van het aardmagnetisch veld. Mogelijk wordt dit net als bij de Aarde opgewekt door een dynamo van circulerend vloeibaar kernmateriaal. Waarnemingen met radar wijzen op een ten minste gedeeltelijk vloeibare kern. Omdat theoretische modellen echter aangeven dat de kern van Mercurius niet heet genoeg zou zijn om nikkelijzer te doen smelten, moet de kern voor meer dan 0,1 gewichtsprocent uit zwavel bestaan, zodat door vorming van een eutecticum het smeltpunt wordt verlaagd. Het is ook mogelijk dat het magneetveld gedeeltelijk een overblijfsel is van een vroeger dynamo-effect dat gefossiliseerd is in gestold magnetisch materiaal.
De Amerikaanse MESSENGER-sonde onderzocht de planeet vanaf geringe hoogte tijdens de laatste fase van zijn missie. Metingen aan het magnetisme van rotsen aan het oppervlak wezen uit. dat het magnetisch veld van Mercurius tussen 3,7 en 3,9 miljard jaar geleden is ontstaan.

### Oppervlak

#### Inslagstructuren

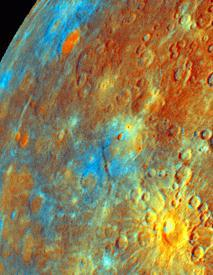
Mercuriusoppervlak in valse kleuren waar oppervlakten van verschillende samenstelling zichtbaar zijn. Het gelige gebied rechtsonder wijst op gestolde lava.

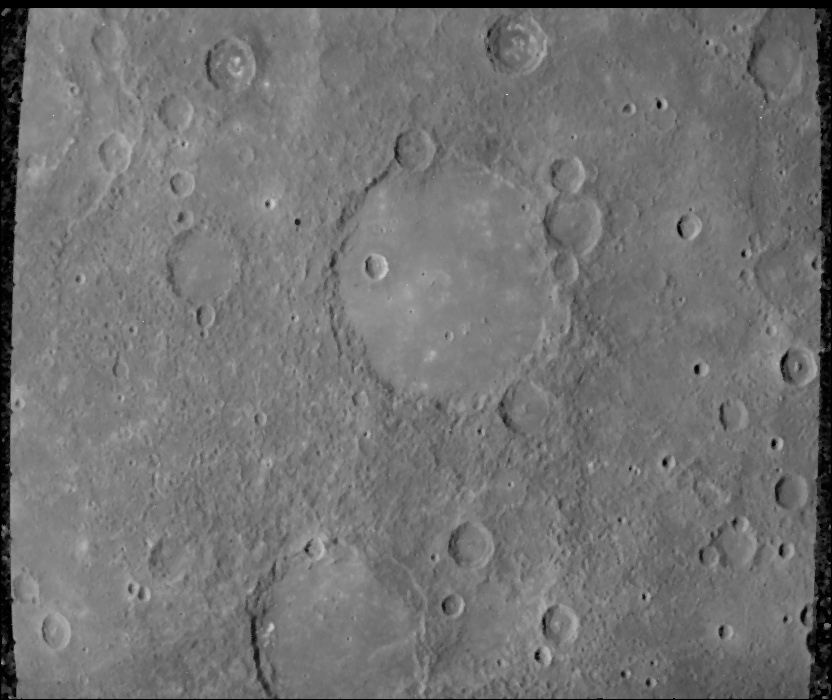
Calorisbekken

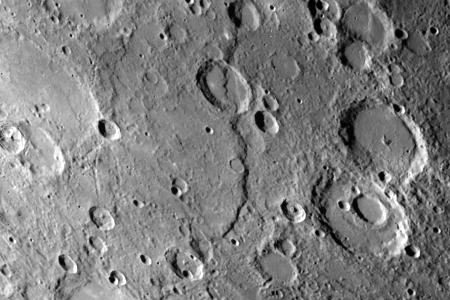
Breuklijnen op Mercurius

Het oppervlak van Mercurius lijkt veel op dat van de maan. Het heeft talloze dalen, heuvels en vlaktes en is bezaaid met inslagkraters. De meest in het oog springende inslagstructuur is het Calorisbekken met een diameter van 1350 kilometer en een twee kilometer hoge rand van bergen. De meeste kraters op Mercurius zijn naar schrijvers en artiesten genoemd. Er zijn aanwijzingen dat kraters op de polen ijs bevatten.

#### Vulkanisme
Bij het opnieuw bestuderen van de Mariner 10-foto's werd eind jaren 90 ontdekt dat sommige delen van het oppervlak veel gladder zijn dan andere en bedekt zijn met gestolde lava. Er moet dus vulkanisme zijn geweest.

#### Tektoniek
Tussen de inslagkraters zijn ook verschillende steile kliffen zoals Discovery Rupes. Deze worden geïnterpreteerd als hellingen die veroorzaakt zijn door opschuivingen. Dit type van geologische breuken is typisch voor een oppervlak dat is verkleind. Men neemt dan ook aan dat dit een voorbeeld is van contractietektoniek, waarbij Mercurius door afkoeling is gekrompen. Deze krimp werd door de vaste korst gecompenseerd door opschuivingsbreuken.
Daarnaast heeft men op gematigde breedten ook lijnstructuren opgemerkt die men verklaart als horizontaalverschuivingen. Deze zouden zijn ontstaan door mechanische spanningen in de korst bij de geleidelijke vertraging van de planeetrotatie.

### Samenstelling
De kern van Mercurius bestaat hoofdzakelijk uit ijzer en is relatief groot. Van het volume van de planeet neemt de kern 42% in. (Ter vergelijking: bij de Aarde is dat 17%). Rondom de kern bevindt zich een mantel van 600 kilometer dik die voornamelijk uit siliciumoxiden bestaat. Ondanks de grote hoeveelheid ijzer is de dichtheid met 5430 kg/m³ iets kleiner dan die van de Aarde. Dat komt doordat de Aarde groter is, zodat er binnenin een grotere druk heerst.

#### Botsing
Mercurius heeft een relatief grote metaalkern in vergelijking met de andere aardse planeten (Mars, Venus en Aarde). Een mogelijke verklaring is, dat Mercurius vlak na de vorming van het zonnestelsel in botsing kwam met een kleinere planeet. Voor de botsing zou Mercurius twee en een half maal zo groot zijn geweest. Bij de botsing zou de rotsachtige korst verpulverd en volledig in de ruimte geblazen zijn, zodat de metalen kern overbleef. Die zou later een klein deel van de verpulverde rotsmassa’s opgeveegd hebben.

### Mercuriusovergang
Ongeveer dertien tot veertien keer per eeuw trekt Mercurius tussen de zon en de Aarde door en is het silhouet van de planeet tegen de zonneschijf te zien. Dit verschijnsel heet Mercuriusovergang of Mercuriustransit en is vergelijkbaar met een Venusovergang en met een zonsverduistering.

## Verkenningen
De eerste geschreven vermeldingen van Mercurius stammen uit de veertiende eeuw voor onze jaartelling.

### Mariner 10

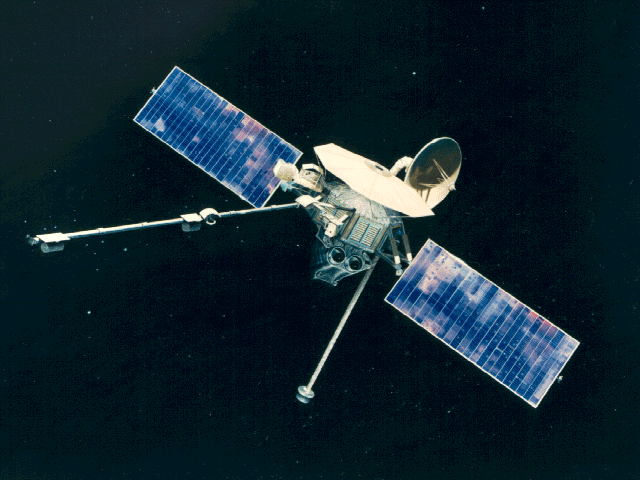
Mariner 10

De eerste ruimtesonde die Mercurius van dichtbij heeft waargenomen is de NASA-sonde Mariner 10, die in 1974 en 1975 opnamen maakte en 45 procent van het Mercuriusoppervlak in kaart bracht.

### MESSENGER
Op 3 augustus 2004 werd de MESSENGER gelanceerd voor een tweede verkenning van Mercurius. Deze NASA-sonde stuurde in januari 2008 haar eerste foto's van Mercurius door en kwam op 18 maart 2011 in een baan om de planeet. Deze ruimtesonde heeft de samenstelling, de atmosfeer en het magnetisch veld van de planeet onderzocht.
Op 29 november 2012 meldde de NASA aanwijzingen voor grote hoeveelheden ijs op locaties die overeenkwamen met bekende kraters, die geen direct zonlicht krijgen. De aanwijzingen bestonden uit oppervlakken die licht sterk reflecteerden en depolariseerden en er werd benadrukt dat er geen directe waarnemingen van ijs waren. Water kan door kometen en planetoïden op Mercurius terechtgekomen zijn.
Op 30 april 2015 sloeg MESSENGER volgens plan te pletter op Mercurius.

### BepiColombo
De Japanse en Europese ruimtevaartorganisaties JAXA en ESA hebben gezamenlijk de twee ruimtesondes van de BepiColombo-missie ontwikkeld. BepiColombo zal het nog niet gefotografeerde deel van Mercurius in kaart brengen en daarnaast zoeken naar water. BepiColombo werd op 20 oktober 2018 gelanceerd, kwam op 2 oktober 2021 voor het eerst langs Mercurius en zal naar verwachting eind 2026 in een baan rond Mercurius komen.